# إليا باستيانوني
إليا باستيانوني (بالإيطالية: Antonio Elia Bastianoni)‏ (18 أبريل 1991 في إيطاليا - ) هو لاعب كرة قدم إيطالي في مركز حراسة المرمى. لعب مع نادي فاريسي ونادي كاتانيا ونادي كاربي ونادي ليفورنو وASD Sarzanese Calcio 1906 ‏.

## وصلات خارجية
- إليا باستيانوني على موقع قاعدة بيانات كرة القدم.إي يو (الإنجليزية)
- إليا باستيانوني على موقع Soccerway.com (الإنجليزية)